# Oxyde de neptunium(IV)
L'oxyde de neptunium(IV) ou dioxyde de neptunium est un composé chimique vert olive de formule NpO2.

## Production et purification
Le dioxyde de neptunium est produit industriellement par calcination de l'oxalate de neptunium(IV). L'oxalate de neptunium(IV) est préalablement obtenu par précipitation depuis une solution d'acide nitrique contenant le neptunium sous divers états d'oxydation traitée à l'acide ascorbique (pour que le neptunium(IV) prédomine) puis à l'acide oxalique.
Le dioxyde de neptunium peut également être produit à partir du peroxyde de neptunium(IV).
Comme composant du combustible nucléaire usé, le dioxyde de neptunium peut être purifié par fluoration puis réduction par du calcium en excès en présence d'iode. Cependant, la synthèse du dioxyde par calcination de l'oxalate conduit à un produit contenant moins de 0,3 % en masse d'impureté. Une purification ultérieure n'est donc généralement pas nécessaire.